# (15527) 1999 YY2
A (15527) 1999 YY2 egy kisbolygó a Naprendszerben. A LINEAR projekt keretében fedezték fel 1999. december 16-án.